# Стяг (коса)
Стяг — островная коса в составе архипелага Северная Земля. Административно относится к Таймырскому Долгано-Ненецкому району Красноярского края.
Расположена в море Лаптевых в юго-восточной части архипелага в 3 с небольшим километрах к северу от острова Старокадомского. Входит в состав островов Майские, являясь самым северным островом группы. Вплотную с юга к центральной части косы прилегают два безымянных острова, соединённые песчаной отмелью.
Имеет очень узкую, вытянутую неровную форму с несколькими изгибами. Длина косы составляет около 3,5 километра. Пологая, существенных возвышенностей нет.

## Топографические карты
- Лист карты T-48-XVI,XVII,XVIII о. Мал. Таймыр. Масштаб: 1 : 200 000. Состояние местности на 1966-1982 год. Издание 1988 г.